# 下賀茂熱帯植物園
下賀茂熱帯植物園（しもかもねったいしょくぶつえん）は、静岡県賀茂郡南伊豆町にある植物園。
下賀茂温泉の温泉熱を利用した温室内で約2,000種類の熱帯植物が植栽されている。
1962年（昭和37年）1月に開園し、その後バスツアーに組み込まれるなど多くの人に親しまれたが、観光客の減少に伴い2014年（平成26年）9月21日に閉園を発表。ところが、閉園後に訪れた観光客に無料で植物園を案内したところ、噂が広まり再び人が集まるようになる。そして同年10月、植物園への無料開園が発表された。
再開園後は植物の販売やレンタル、イベント用のスペース貸しなどが行われている。

## 施設情報
※注記がない限り、本節の出典は公式サイトの『施設詳細』（2020年8月当時）による。
開園時間
午前9時30分 - 午後3時
休園日
水曜日（※祝日・年末年始・ゴールデンウィーク・みなみの桜と菜の花まつり祭り期間（2/10～3/10）は除く）
利用料金
無料
施設
温泉熱利用鑑賞大温室・熱帯花木室・植物即売室・みやげ物品店・フルーツパーラー「ハワイアンルーム」
駐車場
専用無料駐車場完備（バス5台・普通車30台）

## 交通
- 伊豆急行伊豆急行線 伊豆急下田駅から南伊豆東海バス下賀茂方面行き、『下賀茂熱帯植物園前』下車[7]